# 朱利安·莫里斯
朱利安·莫里斯（Julian David Morris，1983年1月13日—）是一位英國演員。青少年時期首次出現在電視上是在英國電視劇The Knock (1996) 和 Fish(2000)。首次主演的電影是美國恐怖片 "豺狼計劃"Cry Wolf (2005)。隨後也在"驢子潘趣"Donkey Punch (2008 ),女生殺人宿舍Sorority Row (2009)擔任配角。 
莫里斯同時也以固定配角參演了美國連續劇美少女的謊言,Hand of God,童話小鎮,俏妞報到。 
2017年主演了BBC電視電影Man in an Orange Shirt  (暫譯:橘衫男子),此片獲獎2018國際艾美獎 最佳電視電影或迷你劇(Best TV Movie or Miniseries)。

## 外部連結
- 官方网站
- 朱利安·莫里斯在互联网电影资料库（IMDb）上的資料（英文）